# 三本木通

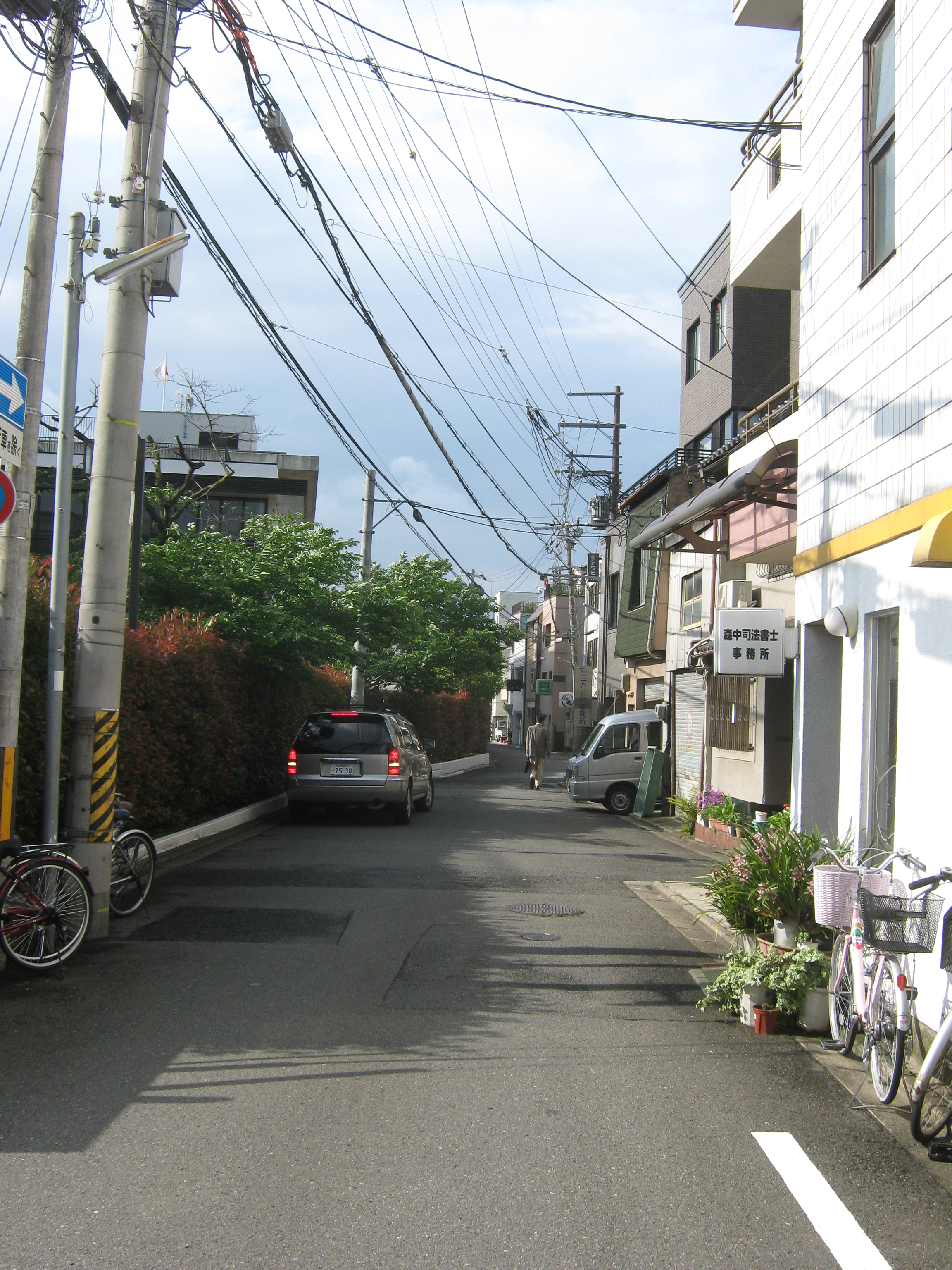
西三本木通、京都市上京区荒神口より

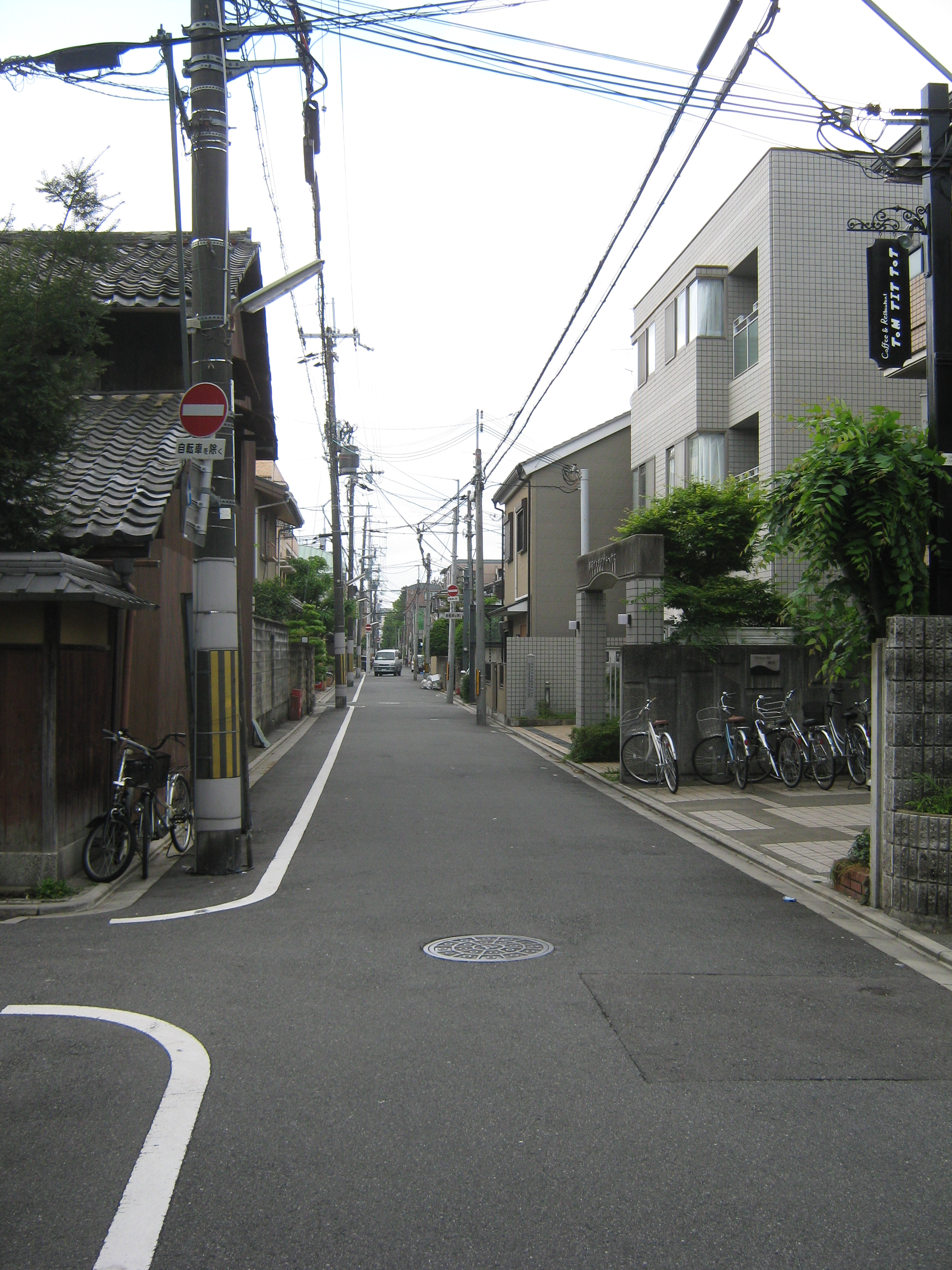
東三本木通、京都市上京区丸太町上ル

三本木通（さんぼんぎどおり）とは、京都市内の南北の通りの一つ。鴨川と河原町通の間にある。北は荒神口通上ルから南は丸太町通まで。途中荒神口通下ルから丸太町通上ルまで東西の2本の通りにわかれ、それぞれ東三本木通、西三本木通と呼ばれる。
鴨川に沿って古くからの住宅が建ち並び、外来者の通り抜けも少なく閑静な一画をなす。

## 沿道の主な施設
- 京都府立医科大学（正面は河原町通）
- 京都地方法務局 荒神口角
- 京都地方財務局 荒神口下ル
- 旧吉田屋（後の清輝楼） 立命館草創の地 東三本木通
- 山紫水明處（頼山陽書斎） 東三本木通